# André Bessette
André Bessette, känd som Broder André, född 9 augusti 1845 i Mont-Saint-Grégoire, död 6 januari 1937 i Montréal, var en romersk-katolsk lekbroder inom Heliga Korsets kongregation. Han vördas som helgon i Romersk-katolska kyrkan, med minnesdag den 6 januari.

## Biografi
Vid 25 års ålder bad André Bessette om att få bli upptagen i Heliga Korsets kongregation, grundad år 1837 av Basil Moreau (1799–1873; saligförklarad 2007). Inledningsvis blev han avvisad på grund av bräcklig hälsa, men ärkebiskopen av Montréal, Ignace Bourget, vädjade för honom och år 1874 avlade Bessette sina ordenslöften. Han sändes till Collège Notre-Dame i Côte-des-Neiges, där han blev ostiarius, sakristan och budbärare. Bessette hade en särskild devotion för den helige Josef.
Bessette hade en särskild omsorg för de sjuka. Han smorde dem med olja och många av dem ska ha blivit botade.

## Bilder
| - Saint Joseph's Oratory i Montréal. |

### Webbkällor
- Risso, Paolo; Borrelli, Antonio. ”Sant'Andrea Bessette (Alfredo), religioso” (på italienska). Santi e Beati. Arkiverad från originalet den 7 januari 2021. https://archive.md/0uYlT. Läst 7 januari 2021.
- ”Saint André Bessette” (på engelska). CatholicSaints.Info. Arkiverad från originalet den 7 januari 2021. https://archive.vn/4mTkj. Läst 7 januari 2021.